# Adrienne (schilderij)
Adrienne is een schilderij van de Vlaamse kunstschilder Gustave Van de Woestyne. Het schilderij uit 1919 is uitgevoerd in olieverf op doek en behoort tot de collectie van het Koninklijk Museum voor Schone Kunsten Antwerpen.

## Beschrijving
Na de Eerste Wereldoorlog betrok de familie Van de Woestyne het “Rozenhuis” te Waregem. Hun buurmeisje was Adrienne de Zutter die samen met haar hondje door Gustave Van de Woestyne geportretteerd werd. Ze is veertien jaar oud en kijkt de toeschouwer wat verlegen aan.
In tegenstelling tot het portret van De blinde met de scherp afgetekende omtreklijnen en de effen kleurvlakken, is dit werk veel waziger geschilderd. De grove en wilde penseelstreken doen denken aan het werk van William Turner, een Engelse landschapsschilder. Het werk van Turner moet Van de Woestyne tijdens de oorlogsjaren gezien hebben.